# Сараки (Асти)
Сараки је насеље у Италији у округу Асти, региону Пијемонт.
Према процени из 2011. у насељу је живело 100 становника. Насеље се налази на надморској висини од 213 м.